# Klooster Sint-Franciscus
Het voormalige Klooster Sint-Franciscus ligt in de gemeente Kluisbergse deelgemeente Kwaremont. Het klooster en bijgebouwen worden momenteel gebruikt als bejaardentehuis, maar deden in het verleden dienst als rustoord, weldadigheidsgesticht, vakantiekolonie en school. Het klooster werd opgericht in 1902. 

## De oprichting
Het was kanunnik F.X. Cantaert, algemeen directeur van de Gentse Crombeencongregatie die besloot een klooster op te richten in Kwaremont, het dorp waar zijn roots lagen. Nog voor het klooster af was, streken er vier zusters neer in het dorp om onderwijs te verschaffen aan de Kwaremontse meisjes. Op 26 oktober 1902 namen de kloosterzusters hun intrek in het nieuwe klooster. Dit waren:
- Moeder overste Ildefonse,
- Zuster Philomena,
- Zuster Candida,
- Zuster Helena

In 1910 volgt Moeder Alberic Moeder Ildefonse op.

## Voor de Eerste Wereldoorlog
Het klooster werd net voor de start van de Eerste Wereldoorlog opgericht en deed dienst als school voor de meisjes van Kwaremont. Tussen 1903 en 1908 verbleven er een tiental leerlingen. De kostschool voor kinderen uit de werkende klasse en kleine burgerij werd een succes en telde een honderdtal meisjes. In 1907 kwam een nieuw initiatief: vakantiekolonies voor kinderen uit het Gentse tijdens de maanden augustus en september.

## Eerste Wereldoorlog
Dat succes was van korte duur. Op 4 augustus 1914 valt het Duitse leger het land binnen. De kloosterzusters voelen zich genoodzaakt, om uit veiligheid, de kinderen naar huis te sturen. Zes Franse kinderen blijven, omdat alle verbinding met de ouders verbroken was. Alle activiteiten worden stilgelegd. In oktober 1914 werden er enkele kinderen uit de omliggende gemeenten als internen aangenomen om de (onregelmatige) leergangen bij te wonen. Het klooster wordt door het Duitse leger (Beierse soldaten en Ulanen) gebruikt als rust- of overnachtingsplaats. Duitse officieren en de kapitein overnachten in het klooster, de soldaten bivakkeren in de tuin. De Duitse soldaten kwamen in het klooster voedsel kopen en pompten al het water op. Na een verblijf van het Duitse leger moesten de kloosterzuster vaak alles reinigen. 
De Spaanse griep dwong sommigen de nacht door te brengen in de kloosterkelders. Naarmate de oorlog vorderde, werden de dagen in het klooster spannender. Het Duitse leger had kanonnen geplaatst, gericht naar Avelgem (het klooster lag op een berg, dus was een ideale uitvalsbasis). Het klooster werd een observatiepost. Op 31 oktober 1918 was er een verschrikkelijk trommelvuur. Overal zag men brand. Terwijl de legers elkaar aanvielen, zaten de kloosterzuster ondergedoken in de kelder. Het klooster leek een stal, woeste bendes stoven binnen met vuile en gescheurde kledij. Overal werd er gekookt, de speelplaatsen werden gebruikt als paardenstallen en de wasplaats zat vol kippen, de soldaten plunderen alles, niets werd gespaard.  
Op 4 november 1918 werd de refter van het klooster vernield door een handgranaat. Niemand raakte ernstig gewond. Hoewel het leven in het klooster bijna niet meer houdbaar was, konden de zusters niet weg omwille van té zieke kinderen. Ze konden geen lange tocht ondernemen. Ze lieten wel al een wagen met materiaal naar Ronse vertrekken. Kwaremont lag nu onder vuur. Overal klonken geluiden van obussen die over en weer vlogen over de Schelde. Op 7 november 1918 vertrokken de Duitse officieren in alle stilte, gevolgd door 40 colonnes. Ze trokken het donker in richting Brussel. Op 8 november 1918 werd Kwaremont door de Engelsen beschoten. Een regen van obussen klonk van 's middags tot 's nachts. Na middernacht werd het stiller en kalmer. Op 9 november 1918 werd het stil in en rond Kwaremont. Mensen durfden terug op straat. Engelse militairen werden verwelkomt met een glimlach. Engelse officieren kwamen naar het klooster en tegen de avond was het klooster een Engelse kazerne en hoofdkwartier. Op 11 november 1918 vierde een vuurwerk rond de Schelde het einde van de oorlog.

## Na afloop van de Eerste Wereldoorlog
Door de stijgende voedselprijzen ging de kostschool langzaam ten onder. De overgebleven kostgangers werd de raad gegeven een andere kostschool te zoeken. In 1922 was er weer een opbloei van het klooster en haar vertrekken. Het werd gebruikt als weldadigheidsgesticht, een rustoord en vakantieverblijf voor zwakke kinderen waar vanaf 1924 ook dames terechtkonden. 

## Tegenwoordig
Sinds 1987 wordt het klooster gebruikt als bejaardentehuis. Het klooster is nu verstevigd met nieuwe en moderne gebouwen.